# Черепанови (присілок)
Черепа́нови (рос. Черепановы) — присілок у складі Даровського району Кіровської області, Росія. Входить до складу Вонданського сільського поселення.
Населення становить 2 особи (2010, 5 у 2002).
Національний склад станом на 2002 рік — росіяни 100 %.